# Spatiobus

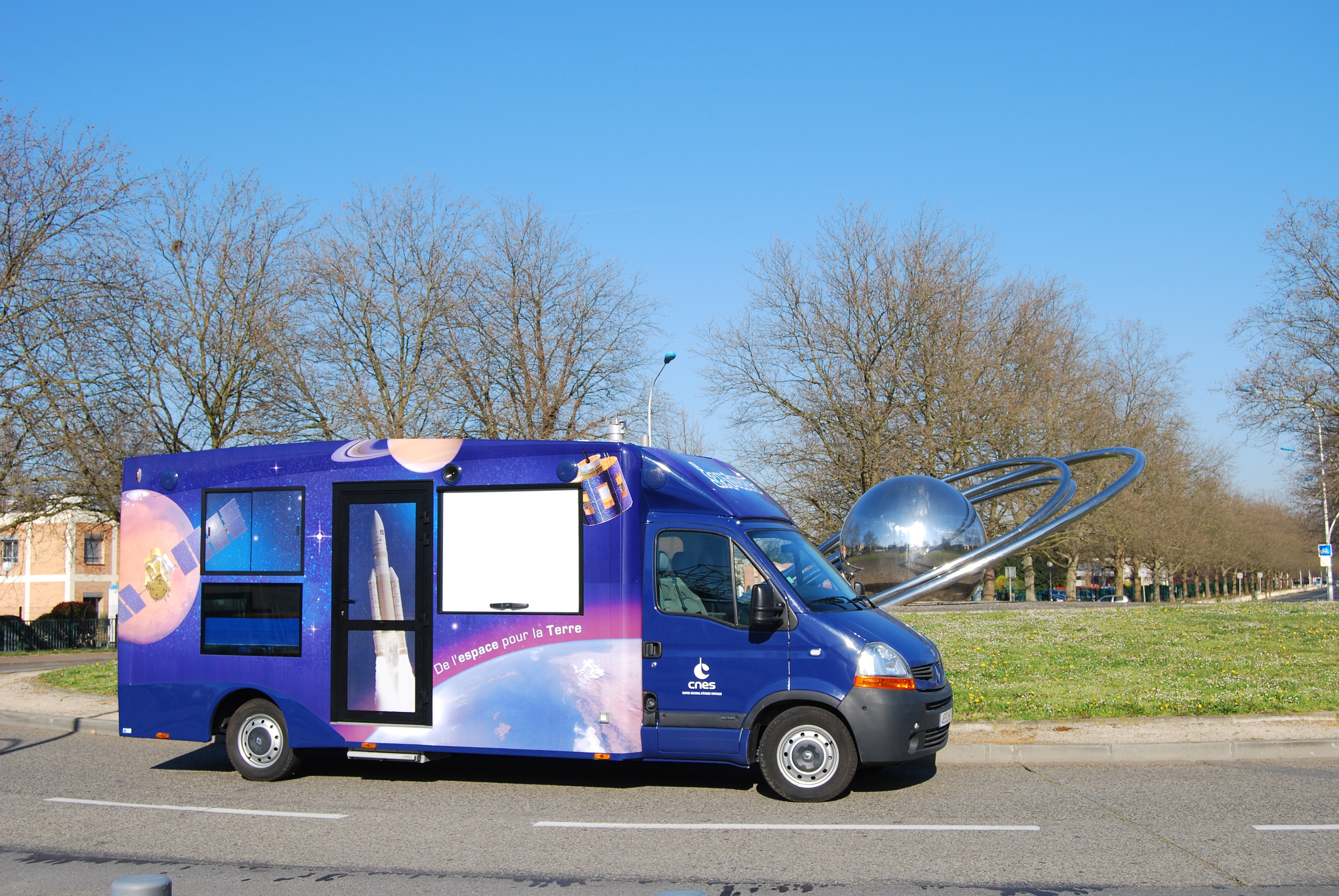
Le Spatiobus

Le Spatiobus est un outil du CNES (Centre National d'Études Spatiales) au service de la diffusion de la culture spatiale auprès des jeunes.
Dès sa création en 1962, le CNES, agence française de l’espace, s’est tourné vers les jeunes avec un double objectif :
- faire connaître les activités spatiales et leurs applications,
- permettre aux enseignants et aux animateurs d’utiliser l’espace comme support d’apprentissage, dans leur mission éducative.

Dans le cadre de cette politique d’information et d’éducation, le CNES a développé ce « satellite » terrestre qu’est le Spatiobus, qui parcourt la France toute l’année afin de proposer des ateliers d’initiation et de former les animateurs et les enseignants qui développent des projets pédagogiques liés au spatial. L’objectif est de sensibiliser le plus grand nombre à l’apport du spatial dans :
- l’environnement : changement climatique, observation de la Terre…
- les applications grand public : géolocalisation, navigation par satellite…
- la science : robotique martienne, exploration de l’Univers
- l’accès à l’espace : lanceurs spatiaux, ballons-sondes…

En appui sur l’association Planète Sciences, et plus particulièrement Planète Sciences Midi-Pyrénées qui exploite cet outil par l'intermédiaire du service Jeunesse et acteurs de l'Education du CNES, des activités sont proposées aux jeunes sur ces thématiques dans le cadre scolaire ou de loisirs. Outre ce rôle de sensibilisation, le Spatiobus joue également un rôle technique en permettant la réception de télémesures et le traitement des données transmises par les fusées ou les ballons expérimentaux de jeunes mis en œuvre lors de campagnes de lancement.

### Articles de presse et reportage
- L'Union du 28/04/2009
- L'OCIM du 21/07/2009, Le CNES et la diffusion de la culture spatiale auprès des jeunes
- Le Parisien du 06/11/2009
- Ouest France du 12/03/2010
- L'Union du 08/11/2010
- L'Aisne Nouvelle du 23/11/2010
- Sud Ouest du 24/12/2010
- Le Républicain du 09/04/2010 : Une classe en orbite
- Le Pays du 06/05/2010 : Festiciels Les ballons et fusées prennent leur envol : mise à feu !
- L'Echo républicain du 03/07/2010 : Des Ablisiens la tête dans les étoiles
- Le Républicain Essonne du 01/07/2010 : La tête dans les étoiles
- Campagne de lancement dans Ciel et Espace de décembre 2010 : C'était "space" à Biscarrosse
- reportage sur France 3